# Marcelo H. del Pilar
Marcelo Hilario del Pilar y Gatmaitan (ur. 30 sierpnia 1850 w Bulacan, zm. 4 lipca 1896 w Barcelonie) – filipiński propagandzista i pisarz.

## Życiorys
W 1882 del Pilar założył swoje pierwsze czasopismo "Diariong Tagalog", które ugruntowało jego pozycję jako czołowego przedstawiciela filipińskiego ruchu reformatorskiego. W tym czasie prowadził ożywioną działalność publicystyczną. Naraził się m.in. miejscowym władzom kościelnym i w 1888 wyjechał do Hiszpanii, której Filipiny w tym czasie pozostawały kolonią.
W 1889 del Pilar został redaktorem gazety "La Solidaridad" w Madrycie. Domagał się nadania Filipinom statusu jednej z równorzędnych prowincji kraju, prawa do reprezentacji w parlamencie (Kortezy), zastąpienia hiszpańskich zakonników przez rodowitych księży, prawa do swobody zgromadzeń i wolności słowa oraz równości wobec prawa Hiszpanów i Filipińczyków.
Marcelo H. del Pilar zmarł w 1896 w Barcelonie.

## Upamiętnienie
Został przedstawiony na filipińskich monetach obiegowych o nominale 50 centymów bitych między 1967 a 1994 rokiem.